# Gråterska
En gråterska är en kvinna anställd för att utföra gråtkväden, även kallat gråtsång, på begravningar å de efterlevandes vägnar. Detta förekom bland annat i Antikens Grekland, Romarriket och Mellanöstern och på många andra platser i världen.
Gråterskan uttrycker en kollektiv sorg som kan vara till hjälp för anhöriga till den avlidne. I till exempel Karelen sägs hörseln vara det sista som lämnar den döde och gråterskans sång blir därför också en hjälp för den döde på sin sista resa.